# Statue équestre de Léopold II (Ostende)
La statue équestre de Léopold II (« Ruiterstandbeeld van Koning Leopold II » en néerlandais) à Ostende est une statue érigée en la mémoire du deuxième roi des Belges.
Inauguré en 1931, ce monument a été réalisé par deux artistes belges : Antoine et Alfred Courtens, l'un étant l'architecte et l'autre le sculpteur.

## Contexte historique
Dès son accession au trône, le roi Léopold II a la volonté de doter la Belgique d’une colonie. Il était désireux de valoriser ses capacités commerciales et d’acquérir des matières premières. Dès 1875-1876, Léopold II porte donc un intérêt particulier pour la partie centrale du continent africain. C’est pourquoi il choisit un journaliste, Henry Morton Stanley, pour explorer l’Afrique. Il l’envoie dans le but de conclure des accords, traités avec les chefs des tribus. Ces accords serviront à constituer un État le long du fleuve Congo.
Dès le 19e siècle, le continent africain est convoité par plusieurs puissances européennes comme la France, la Grande-Bretagne et le Portugal. Mais, lors de la conférence de Berlin, entre novembre 1884 et février 1885, Léopold II fait reconnaitre sa souveraineté sur le Congo parmi les autres pays européens. Il constitue alors l'État indépendant du Congo (EIC) dont il était le chef. Le Congo était sa colonie personnelle.
Dans un objectif de rentabilité, Léopold II exploite la force de travail des indigènes. Cette époque fut horrible pour les locaux, certains en ont même perdu leurs mains, voire la vie. Cette exploitation sera le sort réservé au Congo jusqu’à ce que la Belgique en fasse sa colonie, au détriment de Léopold II. En effet, le 15 novembre 1908, l’État indépendant du Congo devient une colonie belge via la loi sur le gouvernement du Congo belge (Charte coloniale).
Léopold II était considéré comme un grand roi, c’est pour cette raison que plusieurs statues sont exposées dans les villes belges, et à Ostende, un monument a été érigé en son honneur. L'inauguration de cette statue à sa gloire a eu lieu le 18 juillet 1931.
Au niveau national, une partie de la famille royale (le roi Albert Ier, la reine Elisabeth, le prince Léopold, le prince Napoléon et la princesse Clémentine) ainsi que des membres du gouvernement étaient présents. Le président de la Chambre, de la Cour de cassation et celui de la Cour d’appel ont également participé à cette cérémonie. Des représentants étrangers étaient là : les ambassadeurs espagnol, français et hongrois ainsi que des consuls généraux italiens et français étaient eux aussi présents. Une énorme foule était présente afin d’acclamer le roi.
Cette statue a été faite sur la proposition d’un des échevins de la ville d’Ostende qui voulait « consacrer le souvenir de son éminent bienfaiteur par un monument digne de ce grand monarque ».
Après avoir écouté le discours du bourgmestre d’Ostende et avoir prononcé son discours, le roi Albert Ier a dévoilé la statue érigée en l’honneur de son prédécesseur.

## Localisation
Cette statue est localisée sur la Promenade du Roi Baudouin à Ostende, dans la province de Flandre Occidentale en Belgique, sur la digue face à la mer du Nord.   

## Description
Cette statue équestre est également connue sous le nom de « De Drie Gapers »[réf. à confirmer].
Ce monument est une statue en bronze de Léopold II à cheval. Il est placé sur une colonne verticale qui se trouve au centre afin de le mettre en avant. Le roi est représenté en uniforme militaire en train de regarder la mer du Nord. Lorsque nous sommes de l’autre côté de la digue, nous ne voyons que le roi sur son cheval, pas le reste de la statue. Cela n’est pas anodin. C’est fait dans le but que peu importe où l’on se trouve sur la digue, nous pouvons admirer la représentation de Léopold II.
La forme de la statue n’est pas sans importance. On peut constater que la colonne sur laquelle est placée la statue équestre est entourée par deux figures qui forment chacune un "L". Cela s’explique par le fait que le monogramme du deuxième roi des belges était composé de deux "L" détournés l’un de l’autre.

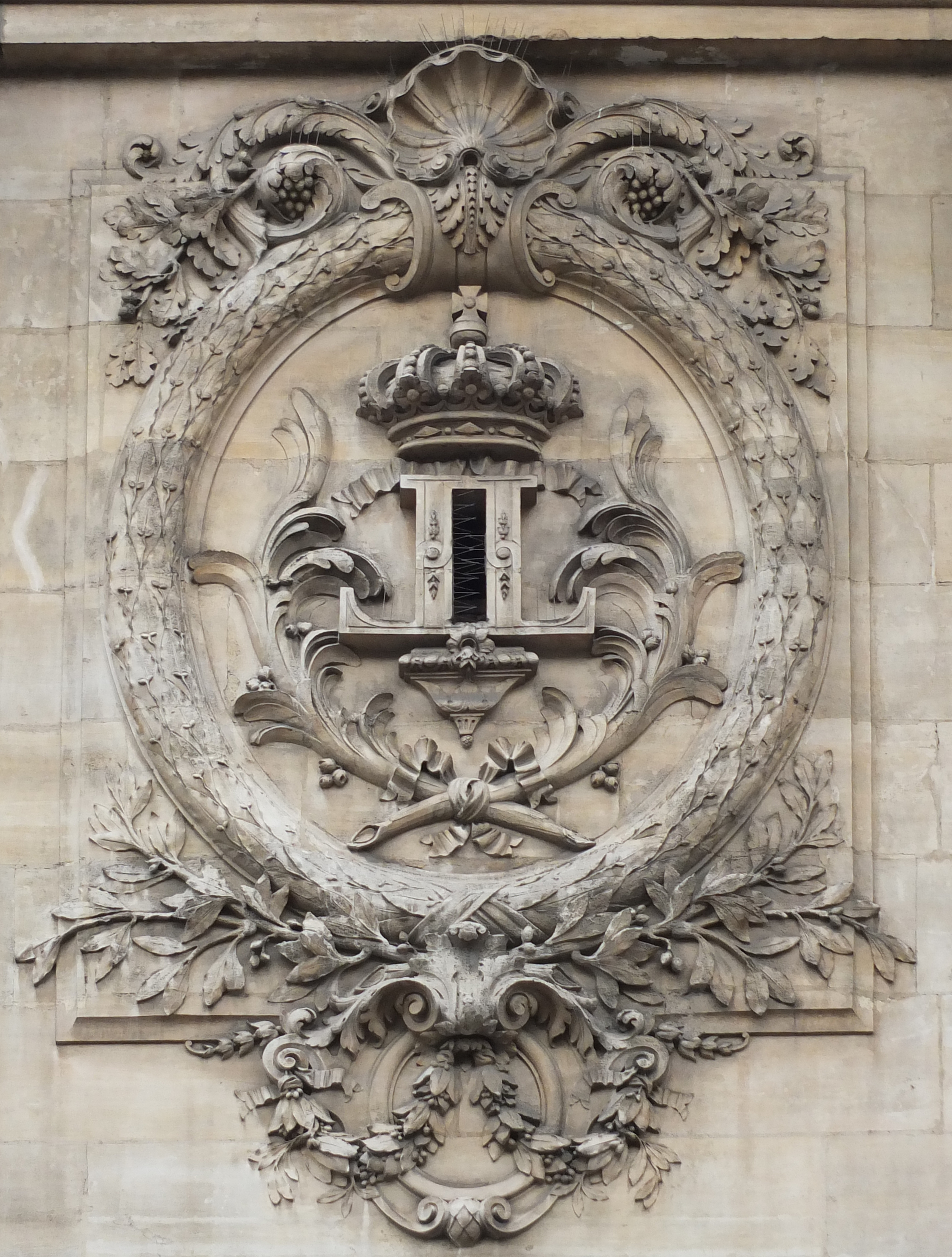
Monogramme du roi Léopold II.
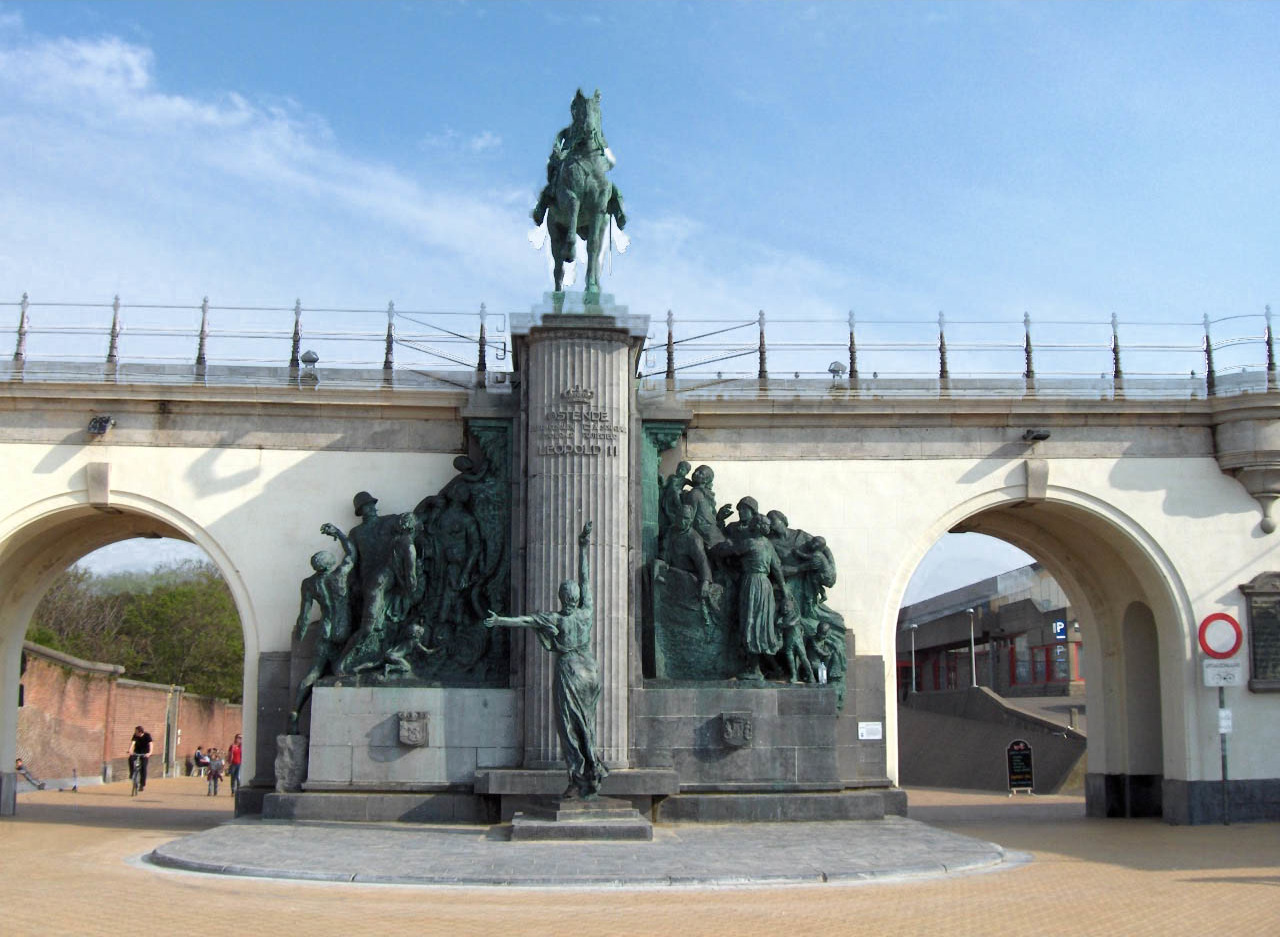
Vue de face de la statue de Léopold II.

Ce monument est divisé en 4 grandes parties :  
Au centre Léopold II sur son cheval. Sur la colonne, figure l’inscription : « Ostende à son génial protecteur LÉOPOLD II ». À gauche, le peuple congolais qui remercie Léopold II de l'avoir libéré de l’esclavage arabe. Cette partie de la statue est l’« Œuvre coloniale ». Y figurent un colonisateur casqué, un homme vu de dos, deux femmes aux chaînes brisées, des enfants cueillant du cacao. A l'extrémité droite de cette partie, une trompe d'éléphant fait allusion au commerce de l’ivoire.
A droite, la population d’Ostende, plus précisément les pêcheurs de la Région qui rendent hommage à son roi. Différents personnages sont représentés dans une barque de pêche : deux hommes ainsi que trois femmes avec quatre enfants qui lèvent leurs yeux admiratifs vers le souverain en reconnaissance de la population ostendaise envers Léopold II. Devant le roi, la Belgique rend hommage à son roi. Elle est représentée par une figure allégorique.

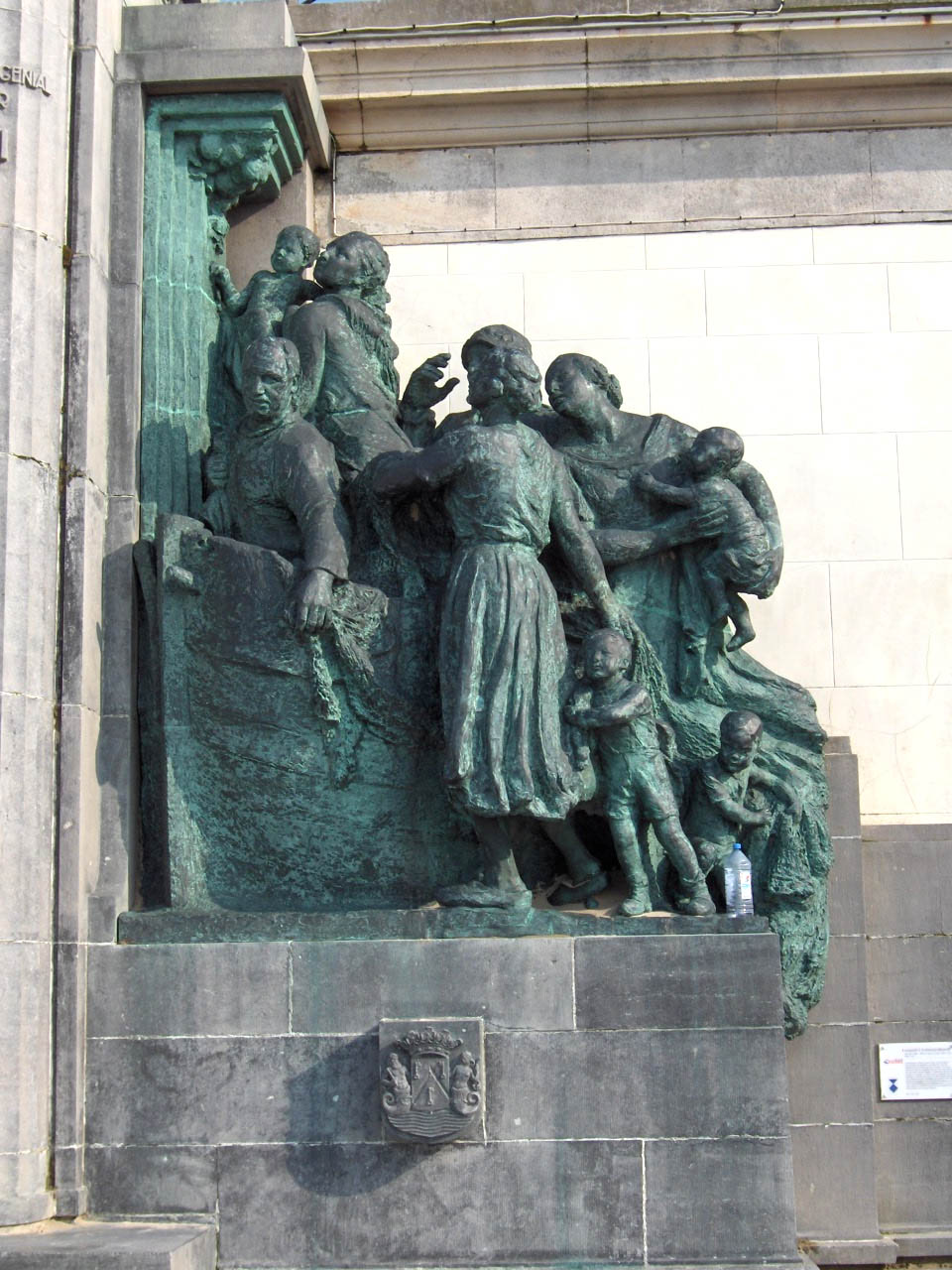
La gratitude des pêcheurs d'Ostende.
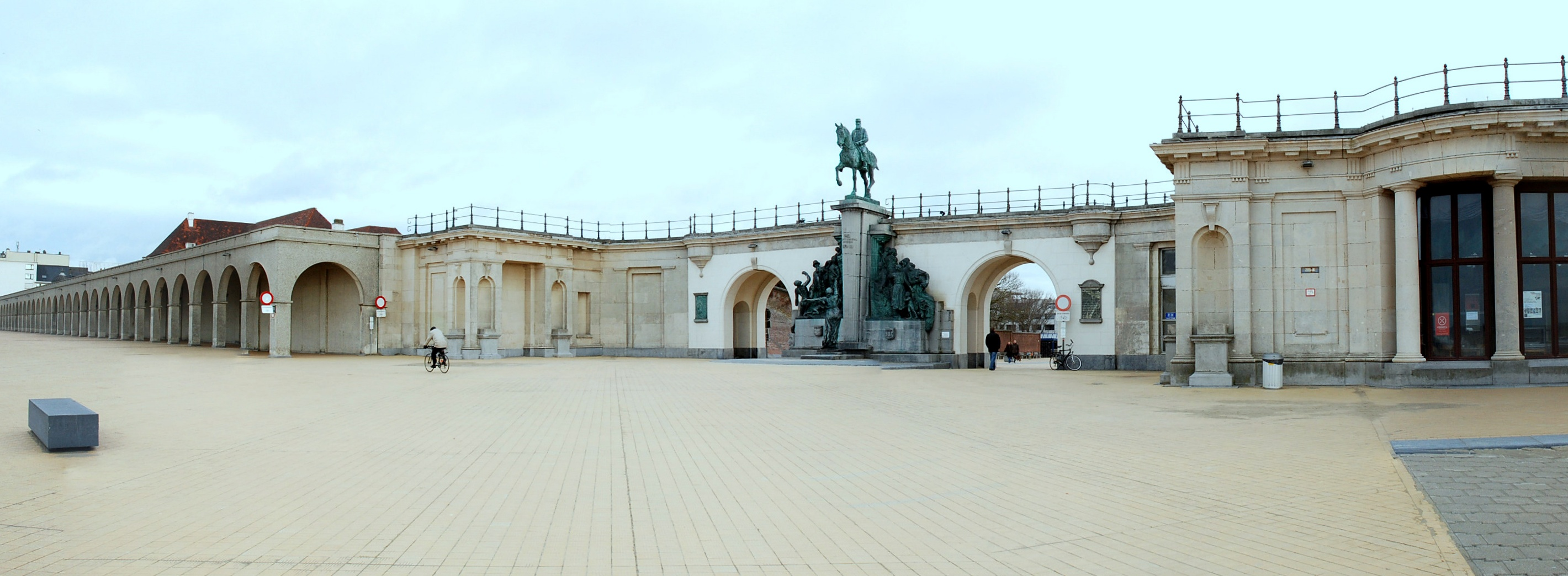
Panorama du Monument.
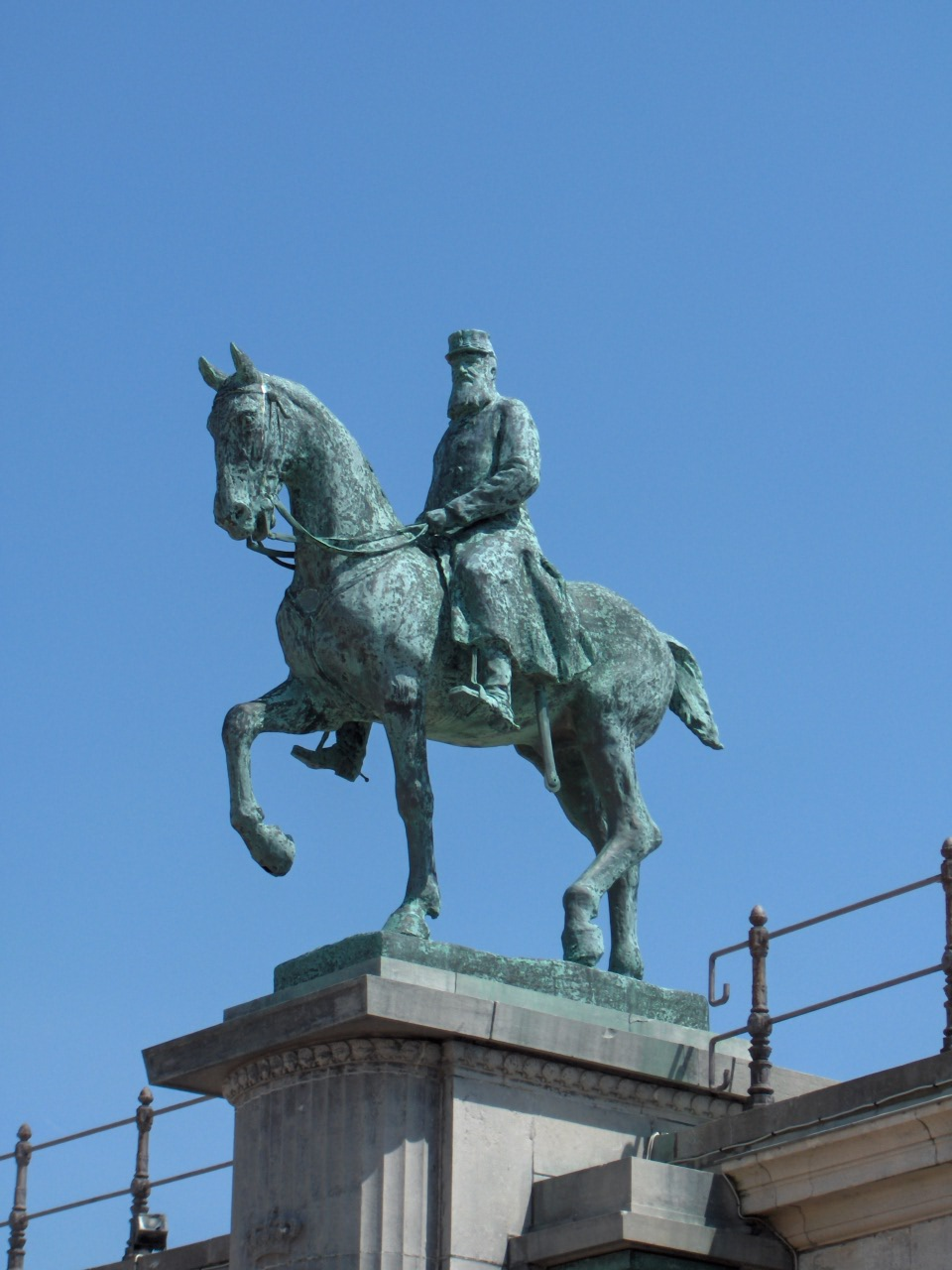
La statue équestre.

## Auteurs
Les auteurs de cette statue sont les frères Antoine et Alfred Courtens. Antoine est l’architecte de cette statue et Alfred en est le sculpteur.
Alfred Courtens vient d’une famille d’artistes. En effet, son père (Franz Courtens) était peintre comme un de ses frères (Hermann Courtens). Son autre frère, Antoine Courtens est quant à lui architecte.    
Alfred se forme à l’Académie de Bruxelles. Son enseignant est le sculpteur Charles Van Der Stappen (1843-1910) et ensuite à l’Institut supérieur des beaux-arts d’Anvers avec du sculpteur Thomas Vinçotte (1850-1925).
Alfred Courtens est assez connu dans le domaine des statues royales. En effet, il a sculpté plusieurs monuments en l’honneur de la Reine Elisabeth et Astrid.

## Controverses et vandalisme militant
En raison du passé et des actions entreprises par le deuxième roi des Belges au sein de l’État indépendant du Congo, les diverses statues à l’effigie de Léopold II suscitent des controverses. Certains sont pour l’enlèvement de toutes les statues de Léopold II, alors que d’autres défendent le maintien de celles-ci.
Ce phénomène émerge à la fin du XXe siècle et au début du XXIe siècle et s’illustre plus particulièrement sous l’idée de « la décolonisation de l’espace public ». Ceux en faveur de l'enlèvement de ces monuments invoquent un certain mépris dont aurait fait preuve Léopold II envers le peuple congolais et les exactions commises lors de de son règne personnel sur l'État indépendant du Congo. Quant à ceux qui défendent le maintien de ces sculptures représentant le deuxième roi des Belges, ils invoquent le fait qu’il faut respecter l'Histoire dans son ensemble et ne pas tomber dans l'anachronisme. La protection du patrimoine historique belge est aussi au centre des débats quant à la préservation de ces monuments. D'autres proclament également des discours nostalgiques et glorificateurs de la période coloniale.

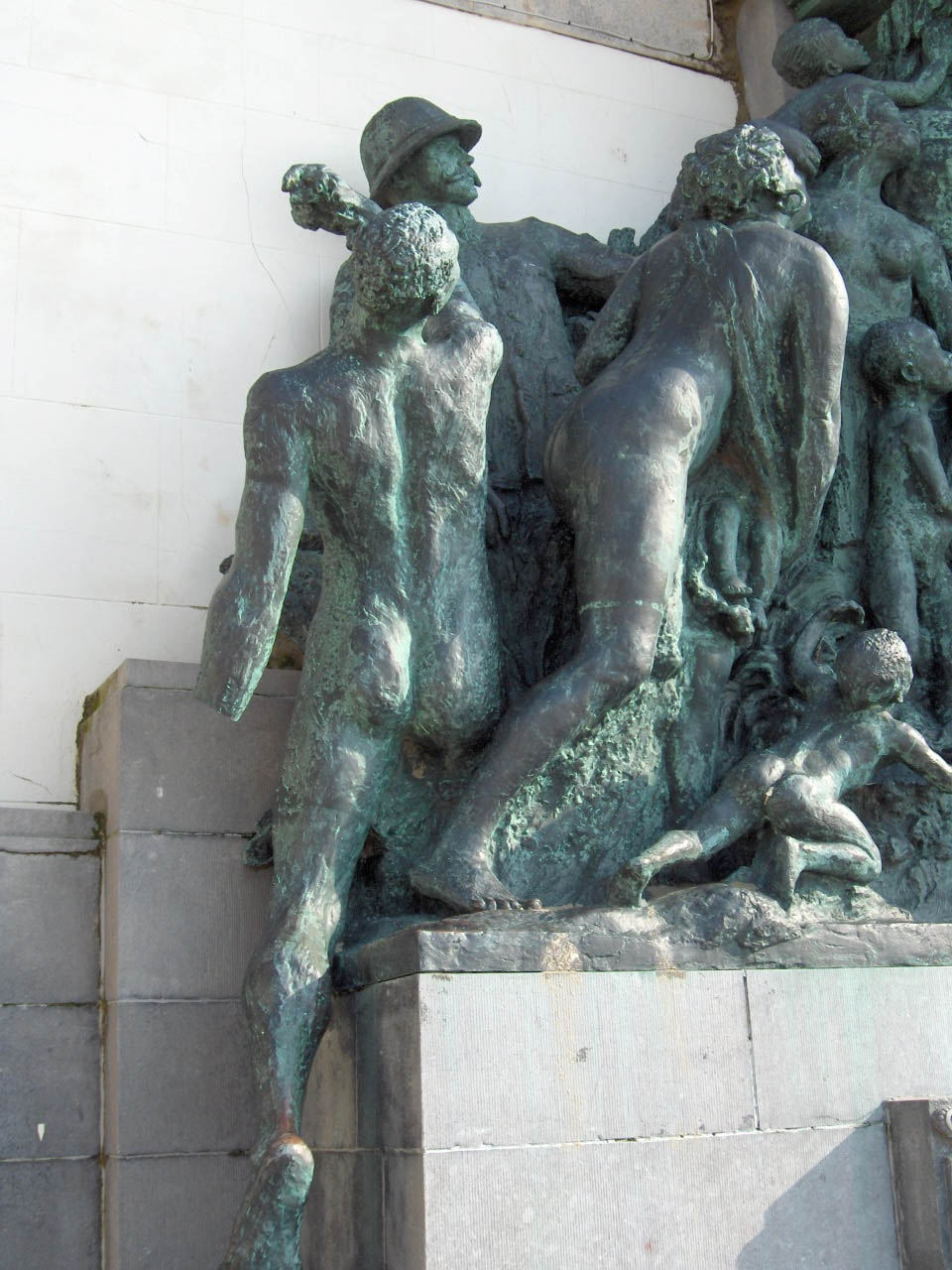
Main sciée (à gauche) sur le « Congolais reconnaissant ».

### Sciage d'un main d'un personnage congolais
Ce monument est vandalisé une première fois en 2004. Un groupe militant coupe la main d'un des « Congolais reconnaissants » au pied du roi Léopold II. Cet acte est commis pour dénoncer les exactions commises sous le régime colonial du souverain. Par la suite, les vandales ont proposé de rendre la main à la seule condition que la Famille royale s'excuse pour les comportements entrepris durant la période coloniale.
En 2020, à la suite de la mort de George Floyd, des manifestants se rassemblent au pied de la statue pour soutenir le mouvement Black Lives Matter.

### Aspersion de peinture rouge
Puis, en mars 2022, la statue équestre est recouverte de peinture rouge, également pour dénoncer le passé colonial de la Belgique. Cependant, l’autorité locale, plus précisément le bourgmestre Bart Tommelein, déclare que « si les vandales recommençaient ou enlevaient la statue, il en replacerait une ».
Des pétitions ont également été dressées pour enlever les statues représentant Léopold II.